# Mednarodna zveza raziskovalnih univerz
Mednarodna zveza raziskovalnih univerz (angleško International Alliance of Research Universities, kratica IARU) je prestižno združenje enajstih univerz z različnih delov sveta, ki jih druži poudarek na znanstvenoraziskovalni dejavnosti.
Zvezo so leta 2006 v Singapurju ustanovili predstavniki desetih univerz s ciljem okrepiti medsebojno sodelovanje pri raziskavah globalnih vprašanj, kot so globalno segrevanje, migracije, trajnostni razvoj ipd. ter izmenjavo izkušenj in skupen nastop pri vplivanju na oblikovanje politik. Januarja 2016 se je zvezi pridružila še Univerza v Cape Townu (Južna Afrika) kot enajsta članica.

## Članice
- Avstralska narodna univerza
- ETH Zürich
- Narodna univerza Singapurja
- Univerza v Cambridgeu
- Univerza v Cape Townu
- Univerza Kalifornije, Berkeley
- Univerza v Københavnu‎
- Univerza v Oxfordu
- Univerza v Pekingu
- Univerza v Tokiu
- Univerza Yale